# Форд, Клементин
Клементи́н Ше́перд Форд (англ. Clementine Shepherd Ford; род. 29 июня 1979, Мемфис, Теннесси) — американская актриса.

## Биография
Клементин Шеперд-Форд родилась 29 июня 1979 года в Мемфисе (штат Теннесси, США) в семье конферансье ночного клуба Дэвида М. Форда и актрисы Сибилл Шеперд (род. 1950), которые были женаты в 1978—1982 года. У Клементин есть младшие сводные брат и сестра-близнецы по матери от её второго брака с Брюсом Оппенхаймом — Сайрус Закария Шеперд-Оппенхайм и Молли Ариэль Шеперд-Оппенхайм (род. 1987).

## Карьера
В 1998 году Клементин стала «Мисс „Золотой глобус“». В том же году Форд дебютировала на телевидение, сыграв роль Леи Эддисон в двух эпизодах телесериала «Сибилл». Всего она сыграла более чем в десяти фильмах и телесериалах, а также играет в театрах.

## Личная жизнь
В 2000—2004 года Клементин была замужем за актёром Чедом Тодхантером.
С 6 апреля 2013 года Клементин замужем во второй раз за актёром Сайрус Уилкоксом. У супругов есть двое детей — сын Элайджа Шахриари Форд-Уилкокс (род. 23.03.2014) и дочь Уэллес Форд-Уилкокс (род. 13.09.2016).

## Избранная фильмография
| Год       |   | Русское название       | Оригинальное название      | Роль                 |
| --------- | - | ---------------------- | -------------------------- | -------------------- |
| 1998      | с | Сибилл                 | Cybill                     | Лея Эддисон          |
| 1999      | ф | Американский пирог     | American Pie               | компьютерная девушка |
| 2000      | ф | Убийства в Черри-Фоллс | Cherry Falls               | Аннетт Дауолд        |
| 2000      | ф | Добейся успеха         | Bring It On                | новая чирлидерша № 2 |
| 2003      | с | Расследование Джордан  | Crossing Jordan            | молодая женщина      |
| 2004      | с | Доктор Хаус            | House                      | Саманта Кэмпбелл     |
| 2007—2009 | с | Секс в другом городе   | The L Word                 | Молли Кролл          |
| 2009—2010 | с | Молодые и дерзкие      | The Young and the Restless | Маккензи Браунинг    |